# Ramingdorf
Ramingdorf ist ein Ort in der Enns-Niederung in Niederösterreich wie auch Ortschaft und Katastralgemeinde der Gemeinde Behamberg im Bezirk Amstetten.

## Geographie
Der Ort befindet sich 31 Kilometer östlich von Amstetten, direkt nordöstlich von Steyr, 4½ Kilometer nordwestlich vom Ort Behamberg.
Das Dorf Ramingdorf liegt am rechten Ufer der Enns, jedoch rund 2 Kilometer unterhalb der Mündung der Raming in die Enns, auf um die 305 m ü. A. Höhe. Es erstreckt sich über gut einen Kilometer von der Stadtgrenze bei Münichholz entlang der Ennstalstrecke der Rudolfsbahn und der L80 (Haag – Steyr) bis Haidershofen. Etwas flussabseits liegt Schloss Ramingdorf. Der Ort umfasst etwa 80 Adressen (Ramingdorf, Sportplatzstraße).
Zur Ortschaft und Katastralgemeinde Ramingdorf mit 164 Hektar, um die 150 Adressen und etwa 400 Einwohnern (1. Jänner 2024: 410) gehört auch die Rotte Weixelgarten und einige Streulagen des Adressgebiets Holz im Hügelland des Mostviertels oberhalb.
|                                                                   | Haidershofen (O u. KG, Gem. Haidershofen)        | Weixelgarten               |
| Gleink (KG) Haidershofen (Stt. Hausleiten) (beide Std. Steyr, OÖ) | Kompassrose, die auf Nachbargemeinden zeigt      | Oedt ∗                     |
| Steyr (O u. Std., OÖ)                                             | Münichholz (Stt., KG Hinterberg, Std. Steyr, OÖ) | Heuberg Wanzenöd (O u. KG) |

∗ Adressgebiet Holz

## Geschichte, Infrastruktur und Kultur
Ramingdorf lag ursprünglich, wie der Name sagt, an der Ramingbach-Mündung im Bereich des heutigen Steyrer Stadtteils Münichholz mit zerstreuten Häusern flussabwärts Richtung Haidershofen.
Im heutigen Münichholz wurde ein römerzeitliches Gehöft ergraben. Der erste Urhof datiert ins 9. Jahrhundert. Der Name Ramyckdorf wird 1436 erwähnt. 
Der Sitz Ramingdorf erscheint schon Wende des 13./14. Jahrhunderts und war Starhembergerisches, dann Wallseerisches, später Schaunbergisches Lehen, bis 1499 an die Hinterholzer, die auch Pfleger zu Enns waren. Im frühen 16. Jahrhundert verfiel der Edelsitz und Meierhof mit wechselnden Besitzern und wurde dann wohl ab 1567 von Wolfgang Händl, dem Bürgermeister von Steyr, als Renaissance-Wasserschloss neu gestaltet. Auch die folgende Geschichte zeigt vielfachen Besitzerwechsel der Herrschaft. Heute ist der Bau wieder in schlechterem Zustand.
Um 1830 wurden hier die Steuergemeinde Münichholz (mit Ramingdorf) und Hinterberg (mit Hammer am Ramingbach) gebildet, inzwischen die eigenständigeren Ortslagen. Zu der Zeit hatte Ramingdorf 19 Häuser mit 129 Einwohnern, Münichholz, Hinterberg und Hammer zusammen 43 Häuser und 234 Einwohner. Mit Schaffung der Ortsgemeinden 1848/49 wurden beide Katastralgemeinden Teil der politischen Gemeinde Behamberg, gehörig zum Viertel ober dem Wienerwald. Die beiden entsprechenden Ortschaften hießen aber Ramingdorf respektive Hammer, erst in den 1920ern erscheinen die Ortschaftsnamen Münichholz und Hinterberg.
1868 wurde die Strecke St. Valentin–Steyr der k.k. priv. Kronprinz Rudolf-Bahn (heute Ennstal-Nebenstrecke der Rudolfsbahn) eröffnet, mit einer Haltestelle Ramingdorf beim Schloss.
Schon 1922 begann die Österreichische Waffenfabriksgesellschaft zu Ennsdorf (1924 Steyr-Werke AG, 1934 Steyr-Daimler-Puch AG) in Hammer mit der Produktion von Kugellagern (ehemals Steyr Wälzlager, heute SKF Steyr), dann auch Motorenbau (heute BMW Motoren) und einer Gießerei (SLR-Guss). Nach dem Einmarsch der Nationalsozialisten 1938 in Österreich wurde die ganzen Steyr-Werke den Hermann-Göring-Werken für Rüstungsindustrie angeschlossen.
Dafür und für die Errichtung einer nationalsozialistischen Mustersiedlung, der Werksiedlung Münichholz, wurden die Süddteile, Münichholz und Hinterberg, per 15. Oktober 1938 der Stadt Steyr angegliedert, und damit auch die Grenzen der seinerzeitigen Reichsgaue Oberdonau und Niederdonau geändert.
In der Zeit vom 22. September 1938 bis zum 18. August 1939 wurden die Bewohner von 29 Anwesen (Bauernhöfen) ausgesiedelt. Aus den verbleibenden Teilen wurde die Behamberger Katastralgemeinde Ramingdorf gebildet.
Nach Kriegsende wurde an und für sich das österreichische Recht als Ganzes in den Zustand von vor dem Anschluss zurückversetzt (Rechts-Überleitungsgesetz 1945), was sich aber nur auf grundlegende demokratische Werte bezog. Sonstige Regelungen wurden „bis zur Neugestaltung“ in Geltung gesetzt (§ 2 R-ÜG). Damit war der Status der Verschiebung der Landesgrenze, die auch die Grenze der russischen und amerikanischen Besatzungszone war, unklar. Obschon Niederösterreichischerseits Münichholz/Hinterberg wieder als Behamberger Gemeindeteil geführt wurde, beschloss der oberösterreichische Landtag 7. Juli 1948 ein Stadtstatut von Steyr, in dem Münichholz als ein Teil von Steyr genannt wird. Nach Abschluss des Staatsvertrages 1955, mit dem auch die ursprünglichen Landesgrenzen wieder in Kraft traten, begannen Verhandlungen über Münichholz, welches nun laut Bundesgesetz zu Niederösterreich, aber nach dem oberösterreichischen Landesrecht zu Steyr gehörte. Laut Bundesverfassungsgesetz vom 16. Dezember 1958, rückwirkend mit 1. Mai 1945 in Kraft getreten, kam Münichholz zur Stadt Steyr. Die Überlassung wurde dem Land Niederösterreich mit einer Zahlung von 25 Millionen Schilling (etwa knapp 2 Mio. Euro) durch das Land Oberösterreich endgültig abgegolten.
2011–2013 wurde das Biomasseheizkraftwerk Steyr errichtet, es liegt an der Grenze in beiden Bundesländern und damit sowohl in Steyr als auch in Ramingdorf.

## Öffentliche Einrichtungen
In Ramingdorf gibt es einen Kindergarten.